# HMS Princess Royal (1773)
Pour les autres navires du même nom, voir HMS Princess Royal et Royal Princess.
Le HMS Princess Royal est un vaisseau de ligne de 2e rang en service dans la Royal Navy. Lancé le 18 octobre 1773 puis armé avec 90 canons, il est équipé ensuite en 98 canons grâce à l'ajout de huit canons de 12 livres sur sa dunette.
En 1795, le HMS Princess Royal participe aux batailles de Gênes et des îles d'Hyères.
Le navire est détruit en 1807.